# SNCF BB 8100
Die BB 8100 war eine französische elektrische Universallokomotive für den Einsatz vor Güter- und Personenzügen auf dem Gleichspannungsnetz mit 1,5 kV der Société nationale des chemins de fer français (SNCF), deutsch Nationale Gesellschaft der französischen Eisenbahnen. Sie wurde von der SNCF als Weiterentwicklung verschiedener Elektrolokomotiven mit der Achsfolge Bo’Bo’ der Vorgängergesellschaften, beispielsweise der Serie BB 1600 der chemins de fer du Midi (MiDi) aus dem Jahre 1923, nach dem Zweiten Weltkrieg in Auftrag gegeben. Die Lokomotiven wurden von Alsthom, Jeumont-Schneider und Oerlikon in den Jahren 1947 bis 1955 in 172 Exemplaren gebaut. Sie waren ungefähr 50 Jahre im Einsatz, nach 1995 wurden noch zwölf Lokomotiven in die Reihe BB 80000 als Rangierlokomotiven umgebaut. Insgesamt sechs Lokomotiven sind erhalten geblieben.
Bauähnliche Varianten wurden an die Nederlandse Spoorwegen (NS), deutsch Niederländische Eisenbahnen, als Serie 1100 und an die heutige Office National des Chemins de Fer (ONCF) nach Marokko als Serie E 700 geliefert.

## Geschichte

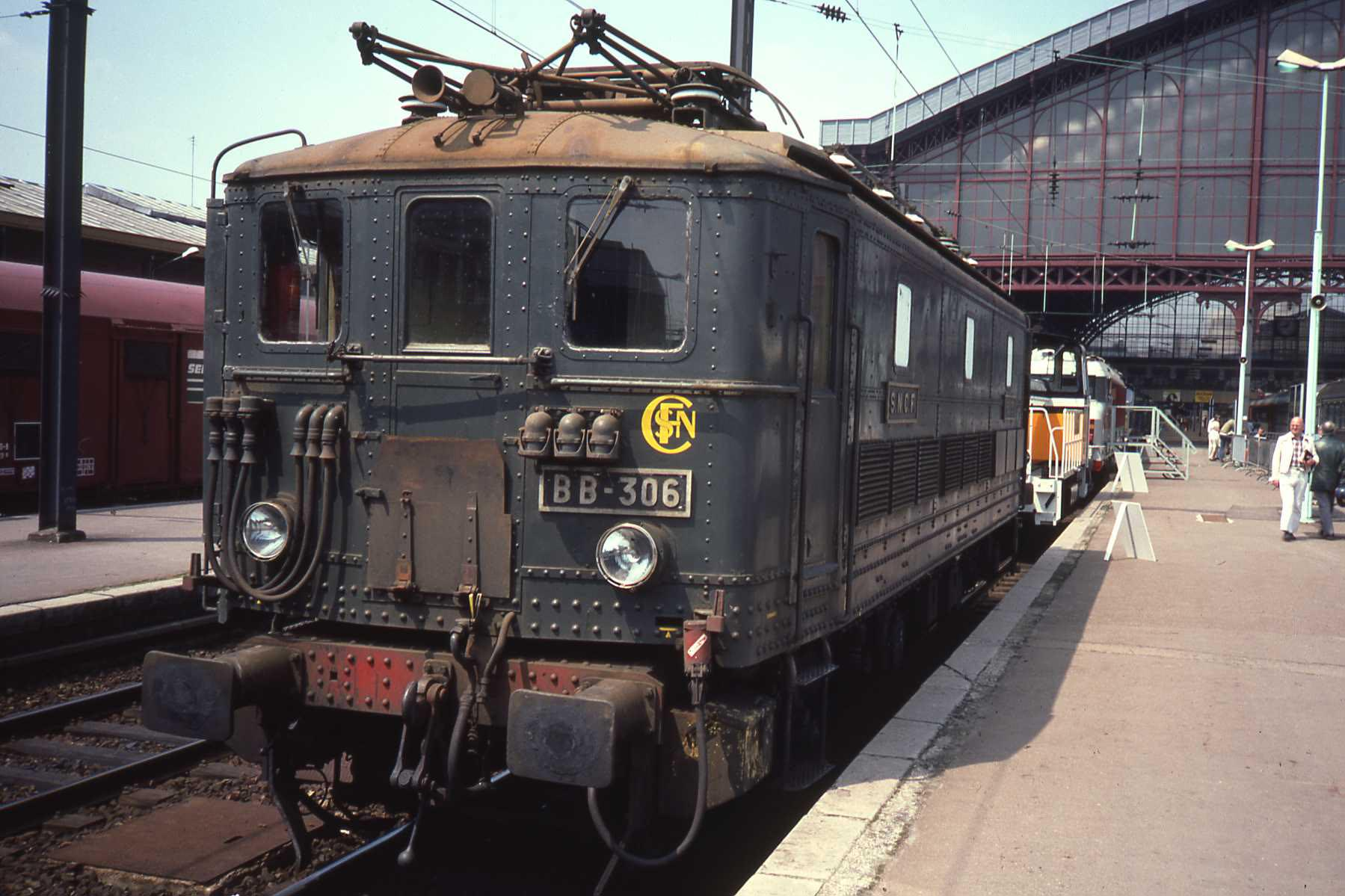
Foto der BB 306 – aus dieser Lokomotive ist die Reihe hervorgegangen

Die SNCF setzte damit den Bau von laufachslose elektrische Lokomotiven mit Drehgestellen der Vorgängergesellschaften fort und unterstützte damit dem Trend der Bern–Lötschberg–Simplon-Bahn (BLS) mit der Ae 4/4 aus dem Jahre 1944 und der Schweizerischen Bundesbahnen (SBB) mit der Re 4/4 I aus dem Jahre 1946. Nachdem schon 1938/1939 eine kleinere Serie von laufachslosen Lokomotiven der Reihe BB 300 hergestellt wurde und von dieser Reihe 1948 30 Lokomotiven nachgebaut wurden, entstand 1947 eine Probelokomotive mit der Bezeichnung BB 8001 mit etwa denselben äußeren Abmessungen wie die Vorkriegslokomotive. Sie besaß Einzelachsantrieb. Basis für die Lieferung der neuen Lokomotive war die Elektrifizierung der Bahnstrecke Paris–Dijon. Die Probelokomotive bewährte sich. So entstanden 1948 eine Reihe von gleichen Elektrolokomotiven, die daraufhin bis 1955 auf sämtlichen mit 1,5 kV Gleichstrom elektrifizierten Strecken verkehrten. Die Lokomotiven waren in der Leistung stärker als die Vorkriegslokomotiven, sodass sie mit derselben Höchstgeschwindigkeit Güterzüge sowie Reisezüge befördern konnten.
Im Vergleich zu den BB 300 waren die BB 8100 in geschweißter Ausführung entstanden. Ursprünglich wurden sie in dunkelgrüner Farbe ausgeliefert. Anfang der 1980er Jahre erhielten sie einen betongrauen Lokkasten mit gelben Zierleisten und ein dunkelgraues Dach. Anfangs versahen die Lokomotiven Universalleistungen. Mit der Auslieferung der schnelleren Lokomotiven für den gleichen Verwendungszweck wie den BB 9400 verlagerte sich ihr Einsatzgebiet auf das Süd-Ost-Netz der SNCF und vermehrt auf den Güterzugdienst. Sie waren in der Lage, in der Ebene Züge mit einer Last bis zu 3200 t (im Rhonetal rechtes Ufer) zu befördern.
Trotz Lieferung neuerer Lokomotiven wie den SNCF BB 7200 oder SNCF CC 6500 konnte auf die Lokomotiven nicht verzichtet werden. Die Lieferung der SNCF BB 26000 1988 stellte noch keinen großen Einschnitt in den Lokomotivbestand dar, eher wurden die Lokomotiven der Reihe BB 9400 ausgemustert. Erst von 1993 an begann die Ausmusterungswelle. Die nicht zu den Rangierlokomotiven BB 80000 umgebauten Maschinen taten Dienst bis 2003. Drei Lokomotiven wurden für Aufgaben der Netzinstandhaltung verwendet, unter anderem besaßen sie Pantographen-Eiskratzer zur Enteisung der Fahrleitung. Diese letzten Fahrzeuge waren bis 2011 in Betrieb.

## Einsatz
Eingesetzt waren die Lokomotiven in den Depots Avignon, Béziers, Chambéry, Dijon-Perigny, Migennes, Aubrais, Lyon, Montrouge, Paris, Tours und Villeneuve-Saint-Georges.
Viele Jahre lang zogen die Maschinen Kesselwagen zwischen Miramas und Saint-Jory. Für die Beförderung der bis zu 3200 t schweren Züge wurden zwei BB 8100 eingesetzt. Eine der Loks lief als Schiebelokomotive am Zugende, da auf der 7 km langen 7-Promille-Rampe von Tarascon nach Nîmes die Belastungsgrenze der Kupplungen überschritten wurde. Im Bahnhof Nîmes-Courbessac wechselte die Schiebelok dann an die Zugspitze, wo eine Doppeltraktion gebildet wurde.

## Erhaltene Exemplare
| Fahrzeugübersicht der erhaltenen Fahrzeuge der BB 8100, Stand 2011 | Fahrzeugübersicht der erhaltenen Fahrzeuge der BB 8100, Stand 2011 | Fahrzeugübersicht der erhaltenen Fahrzeuge der BB 8100, Stand 2011 | Fahrzeugübersicht der erhaltenen Fahrzeuge der BB 8100, Stand 2011 | Fahrzeugübersicht der erhaltenen Fahrzeuge der BB 8100, Stand 2011 | Fahrzeugübersicht der erhaltenen Fahrzeuge der BB 8100, Stand 2011 |
| ------------------------------------------------------------------ | ------------------------------------------------------------------ | ------------------------------------------------------------------ | ------------------------------------------------------------------ | ------------------------------------------------------------------ | ------------------------------------------------------------------ |
| Fahrzeugnummer                                                     | Baujahr                                                            | Ausmusterung                                                       | Farbgebung                                                         | erstes Depot                                                       | Erhaltungsdepot                                                    |
| BB 8122                                                            | 1950                                                               | 1999                                                               | betongrau                                                          | Dijon-Perigny                                                      | Vitry-sur-Seine                                                    |
| BB 8177                                                            | 1952                                                               | 1999                                                               | grün                                                               | Avignon                                                            | Nîmes                                                              |
| BB 8194                                                            | 1950                                                               | 1999                                                               | betongrau                                                          | Dijon-Perigny                                                      | Vitry-sur-Seine                                                    |
| BB 8238                                                            | 1953                                                               | 1993                                                               | grün                                                               | Dijon-Perigny                                                      | Breil-sur-Roya                                                     |
| BB 8240                                                            | 1953                                                               | 2001                                                               | betongrau                                                          | Paris S/W                                                          | Vitry-sur-Seine                                                    |

## Umbau in die Reihe BB 80000

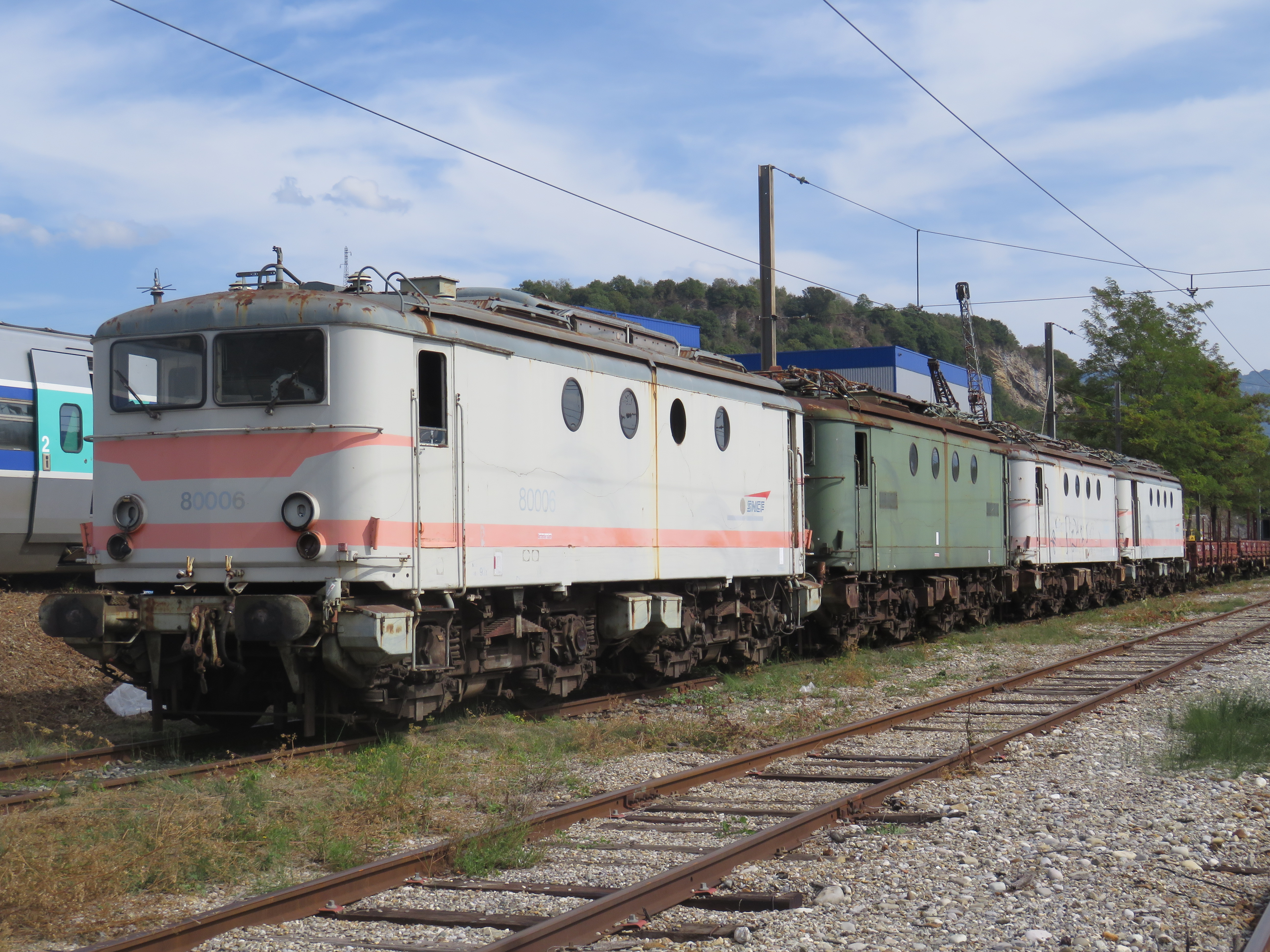
BB 80006, dahinter BB 8266 und zwei weitere BB 80000 vor der Verschrottung

Um die im Rangierdienst eingesetzten Vorkriegslokomotiven BB 300 und BB 4700 im Raum Paris zu ersetzen, entschloss sich die SNCF Mitte der 1990er Jahre, einige Maschinen der Baureihe BB 8100 für den Einsatz als Rangierloks umzubauen. Geplant war, insgesamt dreißig Lokomotiven umzubauen, realisiert wurden letztendlich nur zwölf Umbauten. Die umgebauten Lokomotiven erhielten die Baureihenbezeichnung BB 80000 und die Ordnungsnummern 80001 bis 80012.
Der Umbau betraf im Wesentlichen die Änderung der Schaltung der Lokomotive. Sie wurden mit speziellen Regelwiderständen ausgerüstet, um das Fahren bei niedrigsten Geschwindigkeiten zu ermöglichen; die Höchstgeschwindigkeit wurde auf 80 km/h reduziert. Weitere Umbauten betrafen die Ausrüstung mit Zugfunk, einem neuen Bedienplatz und einer neuen elektronische Fahrtenregistrierung nach dem System Teloc sowie die Änderung der Drehzahl der Motoren für die Fahrmotorenbelüftung. Alle Lokomotiven erhielten das als „Béton“ bezeichnete grau/gelbe Design.
Zugeordnet wurden die Lokomotiven den Depots Villeneuve-Saint-Georges und Paris Süd-West. Sie waren bis in die 2000er Jahre im Einsatz. 2002 wurden die ersten Lokomotiven ausgemustert, nachdem mit der Baureihe BB 88500 Ersatz gefunden war. Die letzte erhaltene Lokomotive war die BB 80010 im Jahr 2010. Diese Lokomotive gehört zur Sammlung des Eisenbahnmuseums Mülhausen.